# 時空警察ヴェッカーシリーズ
「時空警察ヴェッカーシリーズ」（じくうけいさつヴェッカーシリーズ）は、2001年（平成13年）から展開されている日本のSF作品のシリーズ。未来世界において時間移動（タイムトラベル）技術の悪用を企む犯罪者「時空犯罪者」と、その犯罪者たちを追う捜査官「時空刑事（ヴェッカー）」を描く物語である。

## 概要
本作品は、第1作のオリジナルDVDの制作元であるレイアップによると、『仮面天使ロゼッタ』から続く「特撮・美少女シリーズ」の第4弾に位置づけられている、SF美少女特撮アクションの作品群である。
原作は、特撮ドラマ『仮面天使ロゼッタ』『千年王国III銃士ヴァニーナイツ』などの制作に携わったプロデューサー・畑澤和也。
冒頭に述べた物語の設定は、畑澤が『時空戦士スピルバン』を見た際、作中でのコスチュームが未来的であったこと、主役俳優の渡洋史が以前『宇宙刑事シャリバン』でも主役であったことから、自身の中で「未来から来た刑事」というイメージを形作ったことが由来である。
第1作のオリジナルDVDを始め、テレビドラマ、音楽、玩具、映画、書籍、漫画など、この規模の実写映像作品としては初と呼べるほど幅広いメディアミックス展開が行われ、美少女アイドルの出演や世界観の設定などが根強いファンの支持を受けている。「ウルトラシリーズ」「仮面ライダーシリーズ」「スーパー戦隊シリーズ」といった著名なタイトル以外の特撮作品がなかなかシリーズ化されにくい現状においてシリーズ化されることは、本作品群の物語展開の幅広さと根強い人気を示している。

## 設定
作中の設定では、22世紀の未来世界において時間移動（タイムトラベル）の技術が確立されている。それにより、過去の世界の人間に必要以上に干渉したり、歴史上の人物の抹殺などにより歴史を自分の都合の良い方向へ改変するといった新たな犯罪「時空犯罪」が多発している。この新たな犯罪を取り締まる目的で設立された警察組織が、作品タイトルにもある「時空警察」であり、シリーズ第1作『時空警察ヴェッカー』では「M・U・DIX（エム・ユー・ディックス）」、第2作『時空警察ヴェッカーD-02』では「DIX（ディックス）」と呼称され、第3作『時空警察ヴェッカーシグナ』以降ではほぼ「時空警察」の呼称で統一されている。
「時空刑事」とは、時空警察に所属して時空犯罪を専門に追う捜査官であり、「ヴェッカー」はそのコードネームである。作品中に登場する時空刑事はほとんどが十代の女性だが、設定上では、男性より女性の方が順応性などの理由により時間移動に向いているため、および未来の世界では15歳で成人と見なされて社会に出るためとされている。ほかに時空犯罪を追う時空警察の捜査員として、時空警察の内部犯罪を捜査対象とした特務捜査官「時空特捜（じくうとくそう）」がおり、主要人物でありながら主人公とは立場の異なる人物として、『時空警察ヴェッカーシグナ』以降の数作品で重要な立場として登場している。
時空犯罪の捜査を任命された時空刑事は、犯罪者の潜む過去の世界（多くの舞台は21世紀の現代世界）へ向かい、社会人や学生など、その時代の人間に扮してその時代に滞在しつつ、捜査活動の末に時空犯罪者を処罰する。この際に時空刑事は、強化服を兼ねる時空警察の制服「ヴェックフォーム」に身を包み、未来科学を用いた様々な装備品を駆使する。特に相手が武力を行使してきた際には、最終手段として「クロノスーツ」または「エクスターナルフォーム」と呼ばれる特殊な強化服が使用され、特撮の変身ヒーロー番組同様のアクション場面が展開される。
時空刑事が任務として守るものは「正義」ではなく、あくまで「歴史」である。そのため、過去の時代において事件、事故、病気などで人間が死ぬ事態があっても、それを守り抜かなければならない。その死が悲劇的なものであっても、過去の時代に滞在した時空刑事が親交を持った人間の死でも、彼らを死の運命から救うことは許されない。ときには、死の運命にある人間を必ず死なせなければならないという、非情な任務を強いられることもある。これは時空刑事の任務における葛藤として、作品世界の基本設定の1つに挙げられており、各作品の題材にしばしば取り上げられている。
近年は舞台作品が多かったが、2021年6月23日、新作映画「時空警察SIG-Wecker（シグ・ヴェッカー）」の制作が発表された。

## シリーズ一覧
単独記事のある作品については、詳細は内部リンク先を参照。
| #  | タイトル                                           | 公開時期                  | メディア     | 備考                              |
| -- | -------------------------------------------------- | ------------------------- | ------------ | --------------------------------- |
| 1  | 時空警察ヴェッカー                                 | 2001年6月21日             | DVD          |                                   |
| 2  | 時空警察ヴェッカーD-02                             | 2002年1月10日 - 3月28日   | テレビドラマ |                                   |
| 3  | 時空警察ヴェッカーシグナ                           | 2007年7月6日 - 9月21日    | テレビドラマ |                                   |
| 4  | 時空警察ハイペリオン                               | 2009年7月25日 - 8月14日   | 映画         | 前作のスピンオフ作品。            |
| 5  | 時空警察ハイペリオン外伝 幕末異聞伝                | 2010年3月7日発売          | ドラマCD     | 前作の外伝。                      |
| 6  | 時空警察ヴェッカーサイト                           | 2011年2月24日 - 2月27日   | 舞台         | シリーズ10周年記念作品。          |
| 7  | 時空警察ヴェッカーχ ノエルサンドレ                 | 2011年11月1日 - 11月6日   | 舞台         | シリーズ10周年記念作品。          |
| 8  | 時空警察ヴェッカーχ 彷徨のエトランゼ               | 2012年6月20日 - 6月24日   | 舞台         | 前作の直接の続編。                |
| 9  | 時空警察ヴェッカー デッドリーナイトシェード        | 2012年10月10日 - 10月14日 | 映画         | シリーズ10周年記念作品。          |
| 10 | 時空警察ヴェッカー1983                             | 2013年8月14日 - 8月18日   | 舞台         |                                   |
| 11 | 時空警察ヴェッカー改 ノエルサンドレ                | 2014年4月23日 - 4月27日   | 舞台         | 第7作の再演。                     |
| 12 | 時空警察ヴェッカーЯ ～春ノ刻「咲想パルティーレ」～ | 2020年3月4日 - 3月8日     | 舞台         | シリーズ20周年プロジェクト第1弾。 |
| 13 | 時空警察ヴェッカー1983・改                         | 2025年2月19日 - 2月24日   | 舞台         | 第10作のリブート作品。            |

### その他
「ヴェッカー」またはスピンオフの「ハイペリオン」のタイトルに使われているが、公式シリーズに含まれていない作品の一覧を記す。これらは『時空警察ヴェッカーサイト』制作時点までシリーズ一覧には含まれておらず、『時空警察ヴェッカーシグナ』制作時にも同作が「第3作」とされていた。
| タイトル                                  | 公開時期              | メディア | 備考                                             |
| ----------------------------------------- | --------------------- | -------- | ------------------------------------------------ |
| 時空警察ヴェッカー ANOTHER EDGE           | 2001年7月 - 2002年1月 | 漫画     | 『キャラ通』連載。第1作と世界観を共有。          |
| 時空警察ヴェッカー ANOTHER EDGE THE NOVEL | 2002年2月 - 2002年5月 | 小説     | 『キャラ通』連載。『D-02』をもとにした書下ろし。 |
| 時空警察ヴェッカーD-02メモリーズ          | 2004年1月25日         | DVD      | 『D-02』のもう一つのエンディングを収録。         |
| 時空警察ハイペリオン ROUND 0              | 2009年5月 - 未完      | 小説     | 映画『ハイペリオン』の外伝。                     |

## 関連作品
原作者の畑澤和也は、『時空警察ヴェッカー改 ノエルサンドレ』を最後にヴェッカーシリーズから離れた後、同じように「時間移動技術を悪用する時空犯罪者と、その犯罪を取り締る機関、犯罪者たちを追う捜査官の物語」という設定で、「時空警察シリーズ」を製作している。
一応のシリーズ完結作である舞台『時空警察クロノゲイザー』、時空犯罪を取り締まる管理組織「SIG」と時空刑事「シグレイダー（SIG-RAIDER）」がテーマの舞台『時空警察SIG-RAIDER』、人類の歴史を操る人工生命体「クロミネンス」をテーマにした朗読劇『クロミネンス・クロニクル』、現代、過去、未来の15歳の少女3人が主人公の朗読劇『時空警察ヴァージナル』、そのオンライン配信版の『時空警察ヴァージナルON-Line』がある。
これらがヴェッカーシリーズと関連づけられて報じられることもあるが、「ヴェッカー」の名は使われておらず、ヴェッカーシリーズの製作会社レイアップとしては、『ヴェッカーЯ』が『ヴェッカー改』の後の公式な最新作である。